# Powertumbling
 Der er for få eller ingen kildehenvisninger i denne artikel, hvilket er et problem. Du kan hjælpe ved at angive troværdige kilder til de påstande, som fremføres i artiklen.

|  | Dublet Denne artikel handler om det samme som Power tumbling. (Diskutér artiklen) |

Powertumbling er en gymnastikdisciplin, der består af banespring. Det består i, at man udfører 8 bestemte øvelser på en 25 meter lang tumblingbane, af forskellig sværhedsgrad, og bliver derefter bedømt på stil, og sværhed.
Det strækker sig fra, små piger og drenge, som laver koldbøtter, til seniore, som udfører forskellige kombinationer af dobbeltsaltoer, Whipbacks og flikflak En utrolig fysisk krævende sport som kræver, meget træning og disciplin, hvis man vil nå langt.
Selve tumblingbanen består af en bane med lange rækker af metalstativer forbundne med fiberstængerstænger på tværs. Over fiberstængerne lægges en rullemåtte.
| Sport | Spire Denne artikel om sport er en spire som bør udbygges. Du er velkommen til at hjælpe Wikipedia ved at udvide den. |